# 马克·罗卡
马克·罗卡·容克（1996年11月22日—）是一位西班牙足球运动员，現時効力西甲球會贝蒂斯，司职防守中场。

## 俱乐部生涯
罗卡出生于加泰罗尼亚巴塞罗那省的佩内德斯自由镇，自幼便在业余俱乐部自由镇竞技（Atlètic Vilafranca）效力。2008年，11岁的他转投西班牙人青训营。2014年8月24日（第一轮），他首次代表俱乐部二线队亮相乙二级联赛，在主场以2比2战平列伊达体育的比赛中首发登场并踢了71分钟。罗卡代表二线队的首个入球于2015年1月17日（第二十一轮）迎来，在主场以2比3不敌奥洛特的比赛中，他于第40分钟一度将比分改写为2比0。2015年8月4日，他与俱乐部签订了为期两年的新职业合同。
2016年8月26日（西甲第二轮），罗卡在西班牙人的主场——RCDE体育场完成了一线队首秀，帮助球队以2比2逼平马拉加。2016年11月11日，他签署了一份新的工作文件，合同期限延长至2022年6月30日。在随后的2017–18赛季，罗卡正式升入职业队。在这个赛季中，他主要担任一名替补球员，并且在联赛中仅获八次出场机会。直至卡洛斯·桑切斯于2018–19赛季被外借后，罗卡才成为中场的主力球员。2019年4月21日（第33轮），罗卡在客场以2比2战平莱万特的比赛中射入自己在西班牙人一线队的首个正式比赛入球，一度将比分改写为2比1。至赛季结束，他共代表西班牙人参加了40场比赛。2019–20赛季，他又完成了35次联赛出场，但不幸随队降入乙级联赛。

### 拜仁慕尼黑
2020年10月，罗卡转会至德甲俱乐部拜仁慕尼黑，签署了一份期至2025年的合同。
2020年10月15日，罗卡在德國盃對上迪倫俱樂部的比賽為拜仁慕尼黑首次亮相，拜仁獲得了3-0的勝利。

### 里茲聯
2022年6月17日，英超球會列斯聯宣佈在與拜仁慕尼黑達成協議後，羅卡將於7月1日加盟俱樂部；他同意了一份為期四年的合約，費用為1200萬歐元，最終可能會增加附加條件。他於8月6日在主場以2-1擊敗狼隊開始了他的英超聯賽處子秀。

## 国家队生涯
罗卡曾于2015年代表西班牙U19青年队参加过一场国际比赛。自2018年9月以来，他便一直是西班牙U21青年队的常客，并于2018年9月11日在阿尔瓦塞特以1比2不敌北爱尔兰的比赛中完成这一年龄段的首秀。他也随队参加了2019年歐洲U-21足球錦標賽，在夺冠的最后三场比赛中均首发出场，其中包括取得入球、以4比1战胜法国的半决赛。
2016年12月28日，罗卡还入选加泰罗尼亚联队参加了对阵突尼斯的友谊赛。比赛于常规时间内战成3比3，加泰罗尼亚经过点球大战后以5比7失利。

## 生涯数据
最後更新：2020年10月4日
| 球队        | 赛季     | 联赛         | 联赛 | 联赛 | 杯赛 | 杯赛 | 欧赛 | 欧赛 | 其它 | 其它 | 总计 | 总计 |
| 球队        | 赛季     | 级别         | 出场 | 入球 | 出场 | 入球 | 出场 | 入球 | 出场 | 入球 | 出场 | 入球 |
| ----------- | -------- | ------------ | ---- | ---- | ---- | ---- | ---- | ---- | ---- | ---- | ---- | ---- |
| 西班牙人B队 | 2014–15  | 西乙二级联赛 | 11   | 1    | —    | —    | —    | —    | —    | —    | 11   | 1    |
| 西班牙人B队 | 2015–16  | 西乙二级联赛 | 34   | 3    | —    | —    | —    | —    | —    | —    | 34   | 3    |
| 西班牙人B队 | 2016–17  | 西乙二级联赛 | 6    | 2    | —    | —    | —    | —    | —    | —    | 6    | 2    |
| 西班牙人B队 | 总计     | 总计         | 51   | 6    | —    | —    | —    | —    | —    | —    | 51   | 6    |
| 西班牙人    | 2016–17  | 西甲联赛     | 25   | 0    | 1    | 0    | —    | —    | —    | —    | 26   | 0    |
| 西班牙人    | 2017–18  | 西甲联赛     | 8    | 0    | 1    | 0    | —    | —    | —    | —    | 9    | 0    |
| 西班牙人    | 2018–19  | 西甲联赛     | 35   | 1    | 5    | 0    | —    | —    | —    | —    | 40   | 1    |
| 西班牙人    | 2019–20  | 西甲联赛     | 35   | 2    | 1    | 0    | 8    | 0    | —    | —    | 44   | 2    |
| 西班牙人    | 2020–21  | 西乙联赛     | 2    | 0    | 0    | 0    | —    | —    | —    | —    | 2    | 0    |
| 西班牙人    | 总计     | 总计         | 105  | 3    | 8    | 0    | 8    | 0    | —    | —    | 121  | 3    |
| 拜仁慕尼黑  | 2020–21  | 德甲联赛     | 0    | 0    | 0    | 0    | 0    | 0    | 0    | 0    | 0    | 0    |
| 生涯总计    | 生涯总计 | 生涯总计     | 156  | 9    | 8    | 0    | 8    | 0    | 0    | 0    | 172  | 9    |

1. ↑  于欧洲联赛出场。

## 榮譽
西班牙人
- 西班牙足球乙级联赛 冠軍：2020－21賽季

 拜仁慕尼黑
- 國際足總俱樂部世界盃 冠軍：2020年
- 德国足球甲级联赛 冠軍：2020－21[15]、2021－22賽季

 西班牙U21
- 欧洲U21足球锦标赛冠军：2019年